# 최형두
최형두(崔炯斗, 1962년 10월 23일~)은 대한민국의 기자 출신 정치인으로, 제21·22대 국회의원이다.

## 학력
- 1969~1970: 무학국민학교 입학
- 1970~1975: 회원초등학교 졸업
- 1975~1978: 창신중학교 졸업
- 1978~1981: 마산고등학교 졸업
- 1981~1988: 서울대학교 사회학 학사
- 2001~2002: 하버드대학교 대학원 행정학 석사

## 경력
- 1998: 문화일보 노동조합 위원장
- 2005: 한국기자협회 국제교류분과 위원장
- 2005: 제3차 한중일 차세대 리더 포럼 멤버
- 2006~2009: 문화일보 워싱턴 특파원
- 2012. 2.~2013. 3. 국무총리실 공보실장, 대변인
- 2013. 3.~2014. 4. 대통령비서실 홍보기획비서관
- 2014. 6.~2015. 12. 대한민국 국회 대변인
- 2015. 12.~2016. 3. 제20대 국회의원 선거 경기 의왕시·과천시 새누리당 국회의원 예비후보
- 2017. 9. 경남대학교 극동문제연구소 초빙교수
- 2017. 10. 창원미래네트워크
- 2020년 4월 15일: 대한민국 제21대 국회의원 선거 당선(경남 창원시 마산합포구, 미래통합당, 초선)
- 2020. 5.~2020. 9. 미래통합당 원내대변인
- 2020. 5.~2020. 9. 미래통합당 경상남도당 창원시 마산합포구 당원협의회 위원장
- 2020. 9.~2021. 4. 국민의힘 원내대변인
- 2020. 9.~ 국민의힘 경상남도당 창원시 마산합포구 당원협의회 위원장
- 2020. 9. 국민의힘 포털공정대책 특별위원회 위원
- 2020. 9. 국민의힘 호남 동행 국회의원 발대식 명예의원(전라북도 장수군)
- 2021. 3.~2021. 4. 2021년 재보궐선거 국민의힘 중앙선거대책위원회 대변인
- 2021. 7. 국민의힘 대외협력위원회 부위원장
- 2021. 9.~2022. 2. 제20대 대통령 선거 국민의힘 공약개발단 '시민소리 혁신정책회의' 문화체육관광공약단장
- 2021. 9. 국민의힘 경상남도당 정치경제아카데미 원장
- 2021. 10.~2022. 3. 국민의힘 이재명비리 국민검증 특별위원회 위원
- 2021. 12.~2022. 1. 제20대 대통령 선거 국민의힘 윤석열 대통령 후보 선거대책위원회 대통령 후보 직속 후보전략자문위원회 위원
- 2021. 12.~2022. 3. 제20대 대통령 선거 국민의힘 경남을 살리는 선거대책위원회 선거대책위원장단 공동선거대책위원장
- 2022. 9. 국민의힘 MBC 편파조작방송 진상규명 TF 위원
- 2022. 12.~2023. 3. 국민의힘 당대표 및 최고위원 선출을 위한 중앙당 선거관리위원회 위원
- 2023. 5.~ 한국정치평론가협회 고문
- 2023. 5. 국민의힘 김남국 더불어민주당 의원의 고액 가상자산(암호화폐) 보유 논란을 밝히기 위한 진상조사 태스크포스 위원
- 2023. 7. 국민의힘 약자와의동행위원회 경제산업분과 위원장
- 2023. 7.~2024. 7. 국민의힘 경상남도당 위원장
- 2023. 9.~2023. 10. 국민의힘 대선 공작 게이트 진상조사단 위원
- 2024. 3.~2024. 4. 제22대 국회의원 선거 국민의힘 「국민 희망의 길」 경남선거대책위원회 공동선거대책위원장
- 2024. 3.~2024. 4. 제22대 국회의원 선거 국민의힘 「국민 희망의 길」 경남선거대책위원회 우주항공첨단엔진소재특별위원회 공동위원장
- 2024. 3.~2024. 4. 제22대 국회의원 선거 국민의힘「국민 희망의 길」 경남선거대책위원회 남해안권관광산업발전특별위원회 공동위원장
- 2024년 4월 10일: 대한민국 제22대 국회의원 선거 당선(경남 창원시 마산합포구, 국민의힘, 재선)
- 2024. 5.~2024. 7. 국민의힘 당헌당규개정특별위원회 위원
- 2024. 6.~2024. 6. 국민의힘 경상남도당 선거관리위원장
- 2024. 6.~2024. 7. 국민의힘 정책위원회 산하 시급한 민생 현안 해결을 위한 에너지특별위원회 위원
- 2024. 6.~2024. 7. 국민의힘 정책위원회 산하 시급한 민생 현안 해결을 위한 AI·반도체특별위원회 위원
- 2024. 7.~2025. 7. 국민의힘 정책위원회 제6정책조정위원장(교육·과방·문체분야)
- 2024. 8.~2025. 6. 국민의힘 포털 불공정 개혁 TF 위원
- 2024. 8.~2025. 6.: 국민의힘 정책위원회 산하 원전산업지원특별위원회 위원
- 2024. 9.~2025. 6. 국민의힘 딥페이크 성범죄 대응을 위한 특별위원회 부위원장
- 2024. 9.~: 국민의힘 호남동행 국회의원 발대식 명예의원(전북특별자치도 장수군)
- 2024. 11.~2024. 12.: 국민의힘 민생경제특별위원회 위원
- 2024. 11.~2025. 6. 국민의힘 정책위원회 산하 AI 세계 3대 강국 도약 특별위원회 부위원장
- 2024.12.~2025. 6.: 국민의힘 비상대책위원
- 2025. 2.~: 국민의힘 개헌특별위원회 위원
- 2025. 4.~: 국민의힘 SKT 소비자 권익 및 개인정보보호 태스크포스 위원
- 2025. 5.~2025. 6. 제21대 대통령 선거 국민의힘 김문수 대통령 후보 경남 선거대책위원회 공동선거대책위원장
- 2025. 5.~2025. 6. 제21대 대통령 선거 국민의힘 김문수 대통령 후보 선거대책위원회 부위원장
- 2025. 7.~2025. 8. 국민의힘 혁신위원회 부위원장

### 의정 활동
- 2020. 5.~2024. 5. 제21대 국회의원(경남 창원시 마산합포구, 미래통합당→국민의힘, 초선)
  - 2020. 7.~2022. 5. 제21대 국회 전반기 문화체육관광위원회 위원
    - 제21대 국회 전반기 문화체육관광위원회 문화예술법안심사소위원회 위원
    - 제21대 국회 전반기 문화체육관광위원회 체육관광법안심사소위원회 위원
    - 제21대 국회 전반기 문화체육관광위원회 예산결산심사소위원회 위원

  - 2020. 7.~2021. 5. 제21대 국회 전반기 예산결산특별위원회 위원
  - 2021. 3.~2024. 5. 국회 글로벌 혁신 연구포럼 연구책임의원
  - 2021. 7.~2022. 5. 제21대 국회 전반기 예산결산특별위원회 위원
    - 2021.07: 제21대 국회 전반기 예산결산특별위원회 2021년도제2회추경예산안등조정소위원회 위원
    - 제21대 국회 전반기 예산결산특별위원회 예산안등조정소위원회 위원

  - 2021. 11.~2022. 5. 제21대 국회 언론미디어제도개선 특별위원회 위원
  - 2022. 4.~2022. 5. 제21대 국회 국무총리(한덕수) 임명동의에 관한 인사청문특별위원회 위원
  - 2022. 7.~2024. 5. 제21대 국회 후반기 산업통상자원중소벤처기업위원회 위원
    - 제21대 국회 후반기 산업통상자원중소벤처기업위원회 예산결산소위원회 위원

  - 2022. 7.~2024. 5. 제21대 국회 후반기 예산결산특별위원회 위원
  - 2022. 8.~2022. 8. 제21대 국회 후반기 예산결산특별위원회 위원
  - 제21대 국회 정치개혁특별위원회 위원
    - 제21대 국회 정치개혁특별위원회 국회선진화소위원회 위원

  - 2023. 6.~2023. 7. 제21대 국회 대법관(권영준·서경환) 임명 동의에 관한 인사청문 특별위원회 위원
  - 2023. 11.~2024. 5. 제21대 국회 첨단전략산업 특별위원회 위원
- 2024. 5.~ 제22대 국회의원(경남 창원시 마산합포구, 국민의힘, 재선)
  - 2024. 6.~: 제22대 국회 전반기 과학기술정보방송통신위원회 간사
    - 제22대 국회 전반기 과학기술정보방송통신위원회 과학기술원자력법안심사소위원회 위원장
    - 제22대 국회 전반기 과학기술정보방송통신위원회 정보통신방송법안심사소위원회 위원
    - 제22대 국회 전반기 과학기술정보방송통신위원회 예산결산심사소위원회 위원

  - 국회 가톨릭신도의원회 수석부회장
  - 선진 외교를 위한 초당적 포럼 구성의원
  - 국회 글로벌외교안보포럼 구성의원
  - 2024. 7.~2025. 6.: 제22대 국회 전반기 예산결산특별위원회 위원
    - 제22대 국회 전반기 예산결산특별위원회 예산안등조정소위원회 위원

  - 국회세계한인경제포럼 연구책임의원

## 전과
- 공문서변조, 변조공문서행사, 국가보안법위반(기타), 폭력행위등처벌에관한법률위반, 집회및시위에관한법률위반: 징역1년,집행유예 3년, 자격정지 1년 -1988년 1월 28일 선고[1]

## 역대 선거 결과
|  | 62.96% |

|  | 64.04% |

## 소속 정당
| 소속 정당 | 소속 정당  | 소속 기간 | 비고      |
| --------- | ---------- | --------- | --------- |
|           | 무소속     | 2012~2015 | 정계 입문 |
|           | 새누리당   | 2015~2017 | 입당      |
|           | 자유한국당 | 2017~2020 | 당명 변경 |
|           | 미래통합당 | 2020      | 합당      |
|           | 국민의힘   | 2020~현재 | 당명 변경 |

## 같이 보기
- 창원시 마산합포구 (선거구)
- 창원시 마산합포구의 국회의원